# استودیو نمو
استودیو نمو یک استودیوی ضبط موسیقی در لندن بود که بین سال‌های ۱۹۷۵ و ۱۹۸۷ توسط آهنگساز یونانی ونجلیس طراحی، ساخته و توسط وی استفاده شد. نکات برجسته قابل توجه متعددی از حرفه ونجلیس در این استودیو ساخته شد و ظبت شد، از جمله موسیقی متن فیلم بلید رانر ریدلی اسکات و ارابه‌های آتش هیو هادسون (موسیقی که برای آن برنده جایزه اسکار شد).
تجهیزات ونجلیس شامل بیش از ۲۰ سینت سایزر و سازهای کیبورد آکوستیک، و همچنین سازهای کوبه ای متعدد بود.
این استودیو در طبقه دوم ساختمان مدرسه ابتدایی همپدن گورنی سابق قرار داشت.
برایان جکسون (بازیگر) چندین شرکت تولید تلویزیونی و توزیع بین‌المللی را از استودیوهای عکاسی، فیلم و ضبط خود در مجتمع استودیو همپدن گورنی در نزدیکی طاق ماربل، اداره می‌کرد. ساختمانی که این استودیو در آن قرار داشت دیگر وجود ندارد.

## تجهیزات
در مصاحبه مجله کیبورد در سال ۱۹۸۲ چندین ابزار مورد توجه قرار گرفت. مینی ماگ، سینتی‌سایزر یاماها سی اس-۴۰ ام، ترتیب‌دهنده دیجیتال رالند سی اس کیو-۱۰۰، گرند الکتریکی یاماها سی پی-۸۰، سینت سایزر رالند کمپوفونیک، پیانو الکتریکی اصلاح‌شده فندر رودز، ترتیب‌دهنده دیجیتال سی اس یکو-۶۰، ۳۰ دستگاه رولند روولند وی پی کو-۳ سی آر-۵۰۰۰ کومپو ریدم، یاماها سی اس-۸۰، سینتی‌سایزر، شبیه‌ساز ای-مو، مدارهای ترتیبی پرافت-۵ و پرافت-۱۰، دستگاه درام سیمونز اس دی اس-وی، رایانه درام لین ام ال-۱، رالند جوپیتر-۴، نیتن فوت پیانو، یاماها جی دس-۲، کنسول میکس ۲۴ آهنگی کوئاد-۸ پسیفیکا، و سینتی سایزر بلک باکس یک اکتاو آر اس اف. و، سه تیمپانی، یک مجموعه طبل تله، و ردیف‌هایی از گونگ‌ها، زنگ‌ها و زنگ‌ های عجیب و غریب.